# حوض‌گل
حوض‌گل، روستایی از توابع بخش دهدز شهرستان ایذه در استان خوزستان ایران است. مردم روستا از سیدان امامزاده شه پیر هستند. پس از آبگیری سد کارون ۳ بیشتر مردم این روستا به شهرهای همجوار مهاجرت کردند.

## جمعیت
این روستا در دهستان دنباله‌رود جنوبی قرار دارد و براساس سرشماری مرکز آمار ایران در سال ۱۳۸۵، جمعیت آن ۴۲ نفر (۶خانوار) بوده‌است.